# دیتریچ (آیداهو)
دیتریچ(به انگلیسی: Dietrich) شهری در شهرستان لینکولن ایالت آیداهو است که جمعیت آن در سرشماری سال ۲۰۱۰ میلادی ۳۳۲ نفر بوده است.

## موقعیت جغرافیایی
موقعیت جغرافیایی شهرها و مناطق اطراف به شرح زیر است: